# Техничка школа Чачак
Техничка школа Чачак је образовно-васпитна установа у Чачку. У њој се остварује средње стручно образовање кроз подручје рада електротехнике и грађевинарства. Ученици школе постижу веома успешне резултате на републичким и окружним такмичењима из области рачунарства, електротехнике, грађевинарства и математике, те освајају награде на литерарним конкурсима, изложбама фотографије и разним спортским турнирима и такмичењима.

## Историјат школе
Техничка школа у Чачку је основана 1946. године, и првобитно је била смештена у згради садашње Галерије "Надежда Петровић". 
На Бановинском воћно-лозном расаднику (данашњи Институт за воћарство) у Чачку, у западном делу према Градском бедему, одлучено је нешто пре 15. марта 1947. године да се изгради модерна зграда за Техничку школу.
Изградња је почела у пролеће 1947. године. Ученици и наставници су се уселили у зграду 1. октобра 1948, а зграда је довршавана до 1. маја 1949. године.
Техничка школа грађевинског смера престаје са радом 1954. године, а поново је основана 1960. године. Првобитна техничка школа је била грађевинског смера од свог оснивања до престанка рада. До поновног покретања техничке школе у истој згради се налазило више других школа и средњошколски интернат. Решењем Народног одбора општине Чачак, у јуну 1960. године, поново се успоставља Техничка школа. Тада је у школу уписано осам одељења, по три одјељења на грађевинском и машинском и два одељења на хемијско-технолошком одсеку. Новооснована Техничка школа је почела са радом 10. септембра 1960. године. Структура школовања кадрова се није тада мењала, осим што се увећао број одељења. Од школске 1977/1978. године у Техничкој школи се школују и заједничке основе. Септембра 1978. године радни људи средњег образовања у Чачку референдумом су усвојили Самоуправни споразум о удружењу у Образовни центар усмереног образовања и васпитања „Чачак“, при чему је Техничка школа постала ООУР техничких струка „25. мај“. Поновно постаје Техничка школа 1994. године. Те године за дан Техничке школе, проглашен је 27. јануар, који се и данас слави као дан школе и као школска слава.

## Организација рада
Школа поседује пет савремено опремљених кабинета са рачунарима које користе оба образовна профила. Ученицима трећег степена је омогућено коришћење у потпуности опремљених радионица у складу са њиховим занимањима. Сала школе се састоји из два дела од чега је први намењен за гимнастику, а други за тимске спортове.
Уз редовно образовање, Техничка школа Чачак нуди и ванредно образовање.

## Образовни профили
Електротехничар информационих технологија
Електротехничар информационих технологија је четворогодишње занимање.
Основни циљ образовања ученика на овом занимању је стицање знања и вештина за рад у индустрији информационих технологија. То су области програмирање, веб програмирање, веб дизајн, базе података, рачунарске мреже, заштита софтвера, електронско пословање, хардвер и сл. 
Осим стручног знања које их оспособљава за рад у ИТ индустрији, ученици овог смера стичу одличну основу и предзнање за наставак школовања у правцу информационих технологија и техничких наука.
Електротехничар рачунара
Електротехничар рачунара је четворогодишње занимање.
Ученици се оспособљавају за продају и/или сервис и одржавање рачунара и компонената, за рад у фирмама на одржавању рачунарских мрежа и сл.
На овом занимању стичу сва потребна знања за наставак школовања на факултетима техничких наука.
Електротехничар електронике
Електротехничар електронике је четворогодишње занимање.
Ово занимање пружа широко образовање из различитих области електронике са специфичностима као што су аутоматика и роботика, мерна и регулациона техника, електроника у медицини, сервисирање и одржавање рачунара. Ученици усвајају основу за самосталан рад и основу за даљи наставак школовања.
Електротехничар енергетике
Електротехничар енергетике је четворогодишње занимање.
Ово је образовни профил који обучава ученике да се баве пословима везаним за производњу, пренос и дистрибуцију електричне енергије. Имају могућност запошљавања у електранама, разводним постројењима, у компанијама за контролу и одржавање електричних водова и мрежа.
Након завршетка средње школе могућ је наставак школовања на свим техничким факултетима, а нарочито на електротехничким смеровима.
Ауто-електричар
Ауто-електричар је трогодишње занимање.
На овом занимању ученици се током трогодишњег школовања обучавају за самосталан рад кроз организовану праксу у реномираним сервисима за ауто-електрику. Кварови на модерним возилима се детектују помоћу рачунара, а отклањају употребом посебних алата и уређаја.
Ауто-електричари морају овладати знањима не само из електронике већ и из механике мотора, аутоматике и рачунарске технике. Непрекидни развој нових система на возилима захтева стално усавршавање и одговорност при раду јер од тога зависи безбедност свих учесника у саобраћају.
Електромеханичар за термичке и расхладне уређаје
Електромеханичар за термичке и расхладне уређаје је трогодишње занимање.
Ово је образовни профил који пружа пуну практичну оспособљеност за рад са свим врстама термичких и расхладних уређаја. Због свеобухватности наставног рада и одлично организоване практичне наставе у разним сервисима и компанијама, највећи број ученика одмах након завршеног школовања добија запослење.
Са завршеним овим занимањем отворени су послови за рад у мањим фирмама на одржавању термичких и расхладних система и кућних апарата, у индустрији на пословима одржавања већих система типа хладњача, система за климатизацију и сл.
Електромонтер мрежа и постројења
Електромонтер мрежа и постројења је трогодишње занимање.
Ово занимање је неопходно код израде и одржавања електроенергетских мрежа, далековода и постројења. Монтаже и интервенције код мрежа и постројења захтевају стручност, знање и праксу, као и коришћење одговарајућег алата и неопходних мера заштите на раду.
Школовање на овом занимању обезбеђује основу за обављање ових задатака, која се у току рада унапређује и усавршава.
Архитектонски техничар
Архитектонски техничар је четворогодишње занимање.
На овом занимању ученик кроз индивидуални и тимски рад стиче способност ликовног изражавања, просторну перцепцију, информатичку писменост, познавање историје уметности и архитектуре, савремених архитектонских конструкција, материјала и технологија.
Овај занимљив и креативан образовни профил пружа темељно образовање из подручја архитектуре и грађевинарства за обављање широког спектра послова (сарадња у припремању и изради пројектне документације, вођење послова и надзора објеката високоградње), као и најбољу основу за даље студије архитектуре, грађевинарства и других техничких факултета. 